# 大内正二
大内 正二（おおうち しょうじ、1913年（大正2年）7月7日 - 1991年（平成3年）12月30日）は、東京都中野区長。福島県出身。

## 来歴・人物
東京都企画調査局長、労働局長を経て、1970年12月25日から1971年10月8日まで中野区教育委員、1971年10月8日から1979年4月26日まで中野区長。
1971年の区長就任は、選任制の前任者上山輝一が任期満了した3月以来空席であった区長を、1952年の地方自治法改正で失われた区長公選制で取り戻すという機運が高まった中で行われた。それは、中野区議会が区長候補たる大内をまず決定し、美濃部亮吉都知事がそれにそのまま同意し、区議会が正式に選任するという形式であった。就任後は区長公選制に向けた世論の形成を後押しした。24年ぶりに区長公選制が復活した1975年4月の統一地方選挙では、対立候補2人を退けて当選。
在任中は、補助金の整理統合（町会への補助金廃止を含む）や公費飲食の禁止、住区協議会結成などの施策を実行、区民からは厚い支持を集めた。都庁勤務時代の経験を元に、都に対して直言できる人物だった。
在任末期の1978年に教育委員の準公選制度を導入する条例の制定を求める直接請求が住民から区になされ、中野区議会で中野区教育委員候補者選定に関する区民投票条例が可決された。大内は条例について地方教育行政の組織及び運営に関する法律に抵触するとして条例案を再議に付したが再可決された。中野区は東京都に対して条例の審査申し立てをおこない、美濃部都知事は合法と認めた。退任を控えていた大内は、美濃部が合法とする意向を示した際には合法の裁定が下りても出訴しないことを表明、4月5日に都の裁定が正式に決定すると判断は次期区長に委ねるとした。
1979年の中野区長選挙では自らの後継と任じた青山良道を強く支援、青山は当選する。青山は教育長準公選を推進する立場を選挙前より表明していた。青山の区長就任後から4回にわたって条例に基づく教育長の準公選が実施された（1995年に条例廃止）。
退任時の報道では、弁護士登録を「肩書き」としておこなうが「何もしないで一中野区民として暮らすつもり」と述べていた。
1991年12月30日、呼吸不全のため78歳で死去。